# یوری اوسیپوف
یوری اوسیپوف (روسی: Ю́рий Серге́евич О́сипов؛ زادهٔ ۷ ژوئیهٔ ۱۹۳۶) ریاضی‌دان اهل روسیه است.
وی همچنین برندهٔ جوایزی همچون جایزه لنین و نشان الکساندر نوسکی شده است.